# Дельта Циркуля
Де́льта Ци́ркуля (лат. Delta Circini, δ Cir), δ Циркуля — кратная звезда в созвездии Циркуля. Дельта Циркуля также известна как HR 5664 и HD 135240. Суммарная видимая звёздная величина равна +5,09, звезда расположена на расстоянии около 770 пк (2500 световых лет) от Солнца.

## Звёзды кратной системы
Дельта Циркуля A является спектральной тройной звездой, хотя внешний компонент был разрешён при наблюдениях на инструменте VLTI PIONIER. Два внутренних компонента образуют затменную двойную звезду.
Дельта Циркуля B представляет собой звезду 13-й звёздной величины, расположенную на расстоянии в 1 угловую секунду от компонента A. Неизвестно, являются ли компоненты физически связанными; более слабая звезда является гигантом или звездой главной последовательности спектрального класса G5.
HD 135160 является двойной Be-звездой 6-й звёздной величины, имеющей сходное движение со звездой Дельта Циркуля и находящейся на расстоянии 4 угловых минут от неё. Две данные звезды образуют видимую невооружённым глазом пару.

## Свойства системы
Все три компонента δ Циркуля A являются горячими звёздами с высокой светимостью. Ярчайшая звезда принадлежит спектральному классу O8 и только начала уходить с главной последовательности в процессе эволюции. Она находится на тесной орбите со звездой главной последовательности спектрального класса O9.5. Две звезды имеют эллипсоидальную форму и затмевают друг друга с периодом 3,9 суток. Суммарная звёздная величина меняется на 0,15.
Третий компонент представляет звезду спектрального класса B0.5 главной последовательности на орбите с высоким эксцентриситетом вокруг тесной пары. Она более слабая и холодная, чем две близкие звезды, но более массивная, так что предполагается, что она может являться тесной двойной звездой.